# Malinauka (stacja metra)
Malinauka (biał. Малінаўка; ros. Малиновка, Malinowka) – stacja mińskiego metra położona na linii Moskiewskiej, stanowiąca zachodnią stację końcową tej linii.
Otwarta została w dniu 3 czerwca 2014 roku.